# برت ابوت
برت ابوت (انگلیسی: Bert Abbott؛ 1875 – ۲۲ اکتبر ۱۹۱۱) بازیکن فوتبال اهل انگلستان بود.
از باشگاه‌هایی که در آن بازی کرده‌است می‌توان به باشگاه فوتبال ناتینگهام فارست اشاره کرد.